# Ґордон Гаркер
Ґордон Гаркер (англ. Gordon Harker; 7 серпня 1885 Лондон — 2 березня 1967, Лондон) — англійський актор театру і кіно.

## Життєпис
Ґордон Гаркер народився 7 серпня 1885 в Лондоні. Його батько, Джозеф Гаркер (1856—1927), був сином актора Вільяма Пірпоінта Гаркера і працював в Лондонському театрі.
У 1903 році в вісімнадцять років Ґордон Гаркер продовжив сімейну традицію і дебютував на сцені.
У 1921 році дебютував в кіно у фільмі «General John Regan» в ролі майора Кента. Наступною його роботою став фільм «Ринг» («The Ring», 1927), де він зіграв роль тренера Джека. Гаркер був одним з яскравих комедійних акторів, які виконували характерні ролі. Особливо йому вдавався образ «кокні».
З 1921 до 1959 роки він знявся в майже 70 фільмах, включаючи чотири фільми Альфреда Гічкока — «Ринг» (1927), «По похилій» (1927), «Дружина фермера» (1928) і «Шампанське» (1928).
Однією зі значущих ролей Ґордона Гаркера була роль інспектора Горнлі (Inspector Hornleigh) в трилогії «Inspector Hornleigh» (c 1938 по 1941 роки).
Був одружений з Крістін Баррі (Barrie) (пом. 1964).
Помер Ґордон Гаркер 2 березня 1967 року.

## Фільмографія
- General John Regan (1921)
- The Ring (1927)
- The Farmer's Wife (1928)
- Champagne (1928)
- The Flying Scotsman (1929)
- The Wrecker (1929)
- Taxi for Two (1929)
- The Crooked Billet (1929)
- The Return of the Rat (1929)
- Elstree Calling (1930)
- The Squeaker (1930)
- The W Plan (1930)
- Escape (1930)
- The Professional Guest (1931, short)
- Shadows (1931)
- The Stronger Sex (1931)
- Third Time Lucky (1931)
- The Ringer (1931)
- The Sport of Kings (1931)
- The Calendar (1931)
- The Man They Couldn't Arrest (1931)
- Love on Wheels (1932)
- The Frightened Lady (1932)
- The Lucky Number (1932)
- Rome Express (1932)
- White Face (1932)
- Condemned to Death (1932)
- This Is the Life (1933)
- Britannia of Billingsgate (1933)
- Friday the Thirteenth (1933)
- Road House (1934)
- Dirty Work (1934)
- My Old Dutch (1934)
- Admirals All (1935)
- The Lad (1935)
- Boys Will Be Boys (1935)
- The Phantom Light (1935)
- Hyde Park Corner (1935)
- Squibs (1935)
- The Story of Papworth, the Village of Hope (1935, short)
- Wolf's Clothing (1936)
- Two's Company (1936)
- The Amateur Gentleman (1936)
- Millions (1937)
- Beauty and the Barge (1937)
- The Frog (1937)
- Lightning Conductor (1938)
- Blondes for Danger (1938)
- No Parking (1938)
- Return of the Frog (1938)
- Inspector Hornleigh (1938)
- Inspector Hornleigh on Holiday (1939)
- Saloon Bar (1940)
- Channel Incident (1940, short)
- Inspector Hornleigh Goes To It (1941)
- Once a Crook (1941)
- Warn That Man (1943)
- 29 Acacia Avenue (1945)
- Things Happen at Night (1947)
- Her Favourite Husband (1950)
- The Second Mate (1950)
- Derby Day (1952)
- Bang! You're Dead (1954)
- Out of the Clouds (1955)
- A Touch of the Sun (1956)
- Small Hotel (1957)
- Left Right and Centre (1959)